# Удефальк, Вильмер
Карл Петер Вильмер Удефальк (швед. Carl Peter Wilmer Odefalk; род. 21 ноября 2004, Тебю) — шведский футболист, полузащитник «Юргордена».

## Клубная карьера
Начинал заниматься футболом в «Броммапойкарне» в десятилетнем возрасте. Затем покинул команду, но в 2019 году вернулся. 16 июня 2021 года сыграл первый матч за основной состав в матче первом раунде кубка страны с «Тюресё», заменив после первого тайма Нильса Валленберга. В октябре того же года подписал с клубом первый контракт, рассчитанный на три года. По итогам сезона «Броммапойкарна» вышла в Суперэттан. В сезоне 2022 года Удефальк принял участие в 27 матчах своей команды и забил один мяч, а команда заняла первое место в турнирной таблице и поднялась в Алльсвенскан. Осенью к полузащитнику проявляли интерес ряд клубом, среди которых были «Хеккен» и «Гётеборг».
В декабре 2022 года перешёл в «Юргорден», подписав с клубом соглашение, рассчитанное на четыре года. 3 мая 2023 года дебютировал в чемпионате Швеции в матче против «Хеккена», заменив в конце встречи Юэля Асоро.

## Клубная статистика
| Выступление      | Выступление      | Выступление      | Лига | Лига | Кубки | Кубки | Конт. кубки | Конт. кубки | Итого | Итого |
| Клуб             | Лига             | Сезон            | Игры | Голы | Игры  | Голы  | Игры        | Голы        | Игры  | Голы  |
| ---------------- | ---------------- | ---------------- | ---- | ---- | ----- | ----- | ----------- | ----------- | ----- | ----- |
| Броммапойкарна   | Дивизион 1       | 2021             | 1    | 0    | 1     | 0     | 0           | 0           | 2     | 0     |
| Броммапойкарна   | Суперэттан       | 2022             | 27   | 1    | 4     | 1     | 0           | 0           | 31    | 2     |
| Броммапойкарна   | Итого            | Итого            | 28   | 1    | 5     | 1     | 0           | 0           | 33    | 2     |
| Юргорден         | Алльсвенскан     | 2023             | 1    | 0    | 0     | 0     | 0           | 0           | 1     | 0     |
| Юргорден         | Итого            | Итого            | 1    | 0    | 0     | 0     | 0           | 0           | 1     | 0     |
| Всего за карьеру | Всего за карьеру | Всего за карьеру | 29   | 1    | 5     | 1     | 0           | 0           | 34    | 2     |